# Gentiana manshurica
Gentiana manshurica är en gentianaväxtart som beskrevs av Kitagawa. Gentiana manshurica ingår i släktet gentianor, och familjen gentianaväxter. Inga underarter finns listade i Catalogue of Life.